# Родин, Аркадий Захарович
Арка́дий Заха́рович Родин (27 июня 1930, с. Хитрово, Центрально-Чернозёмная область — 3 февраля 2007, Москва) — учёный, экономист (сельское хозяйство, земельные отношения). Член-корреспондент РАСХН (1995).

## Биография
Окончил Московский институт инженеров землеустройства (1955).
Инженер-землеустроитель (1955—1958), начальник землеустроительной партии (1958—1961) Саратовской межобластной конторы по землеустройству совхозов.
В 1964 окончил аспирантуру Московского института инженеров землеустройства, кандидат экономических наук.
В 1964—1965 директор Средневолжского филиала института Росгипрозем МСХ РСФСР (1964—1965).
В 1965—1975 начальник Управления землепользования и землеустройства, заместитель начальника Главного управления землепользования и землеустройства МСХ СССР, заместитель Главного государственного инспектора по охране земель СССР.
В 1975—1990 директор производственного проектного объединения по использованию земельных ресурсов при МСХ и Госагропроме РСФСР.
В 1990—2002 директор, с 2002 главный консультант н.-и. и проектно-изыскательского объединения (института) по использованию земельных ресурсов Роскомзема.
Член-корреспондент РАСХН (1995). Заслуженный землеустроитель РСФСР (1990). Награждён монгольским орденом «Полярная Звезда» (1975), золотой медалью ВДНХ (1978), 4 медалями СССР и РФ.
Книги:
- Землеустройство / Соавт. И. Е. Широкорад. — М.: Россельхозиздат, 1975. — 51 c. — (Б-чка «Охрана земель»).
- Интенсивное использование земель в Нечернозёмной зоне / Соавт.: М. П. Сигаев, Е. И. Тананакин. — М.: Россельхозиздат, 1980. — 135 с.
- Повышение эффективности использования сельскохозяйственных земель / Соавт.: М. П. Сигаев, Е. И. Тананакин. — М.: Агропромиздат, 1985. — 272 с.
- Земельные отношения и землеустройство в России / Соавт.: Н. В. Комов, В. В. Алакоз. — М.: Руслит, 1995. — 510 с.
- Оценка земельных ресурсов: Рус. оценка: теория и практика / Соавт.: В. П. Антонов и др. — М., 1999. — 361 с.